# Maarmuseum

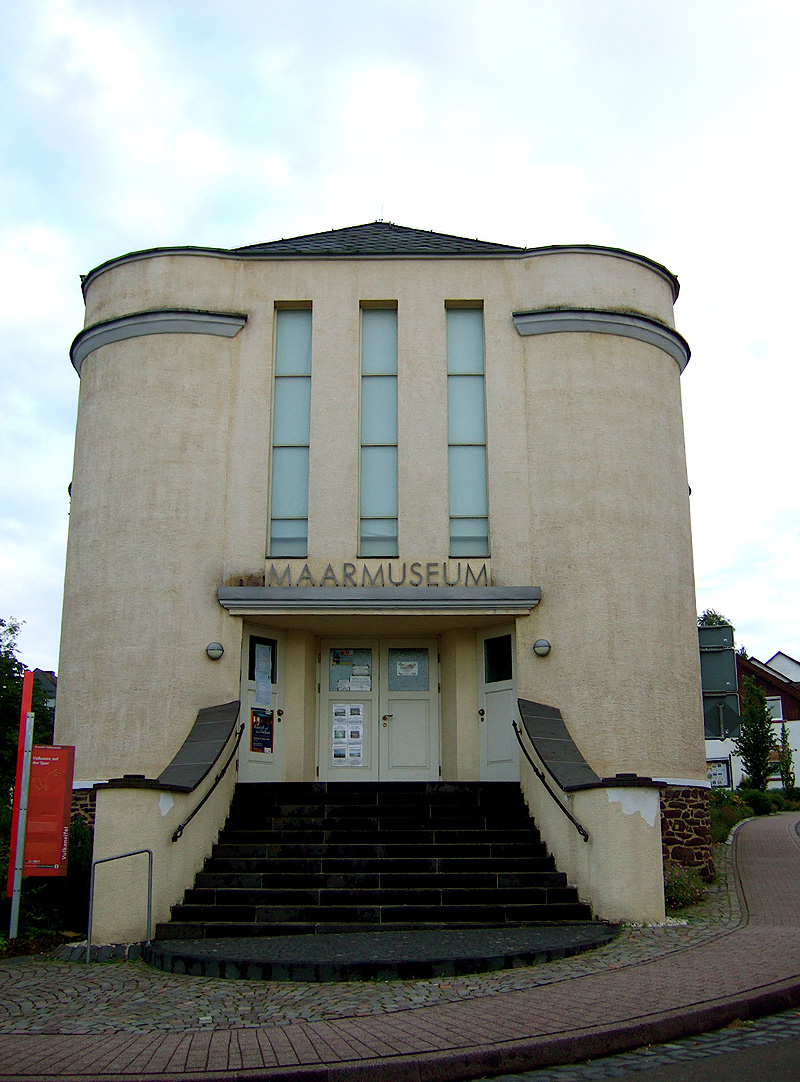
Maarmuseum

Das Maarmuseum in Manderscheid in Rheinland-Pfalz will dem Besucher die große natürliche Vielfalt und die internationale Bedeutung der Eifel-Maare für die Wissenschaft und die Region näher bringen. 

## Ausstellung
Der rote Faden bzw. das Vermittlungsziel in der Ausstellung ist "die Entstehung, die Geschichte und die Entwicklung der Eifel-Maare in der Vergangenheit und in der Gegenwart". Dabei werden die Aspekte der Maare nicht nur punktuell, sondern auch in größeren, internationalen Zusammenhängen präsentiert. Grundlage dafür ist Fachwissen vieler internationaler Wissenschaftler, die am Aufbau des Museums beteiligt sind.
Ergänzt wird die Ausstellung um einen eigenen Wanderweg „Geo-Route Vulkaneifel um Manderscheid“, welche vom Maarmuseum Manderscheid verwaltet und organisiert wird.

## Gebäude
Das Gebäude des heutigen  Museums wurde um 1927 errichtet in expressionistisch beeinflussten Formen des Neuen Bauens. Das unter Denkmalschutz stehende Gebäude diente ursprünglich als Festsaal und Turnhalle. Im Zuge der Forschungsergebnisse rund um die Maar wurde dieses prägnante Gebäude ausgewählt als neues Maarmuseum. Von 1996 bis 1999 erfolgte der Umbau, bei welcher das Gebäude um einen dreigeschossigen Anbau erweitert wurde. Der Anbau dient nicht für die Ausstellungsfläche, sondern schafft Platz für einen sogenannten „lebendigen Museumsbetrieb“ mit Seminarraum, Bibliothek, Forschungslabor, Magazinräume und Arbeitsräume für in- und ausländische Gastforscher. Das Land Rheinland-Pfalz hat diese Renovierung und die Einrichtung der Ausstellung zu 80 % gefördert.